# Wiktor Kosiczkin
Wiktor Iwanowicz Kosiczkin (ros. Виктор Иванович Косичкин, ur. 25 lutego 1938 w Moszkach, zm. 30 marca 2012 w Moskwie) – rosyjski łyżwiarz szybki reprezentujący ZSRR, dwukrotny medalista olimpijski i trzykrotny medalista mistrzostw świata.

## Kariera
Specjalizował się w długich dystansach. Pierwszy sukces w karierze Wiktor Kosiczkin osiągnął w 1960 roku, kiedy zdobył dwa medale podczas igrzysk olimpijskich w Squaw Valley. W biegu na 5000 m był najlepszy, a na dystansie 10 000 m zajął drugie miejsce za Knutem Johannesenem z Norwegii, a przed Szwedem Kjellem Bäckmanem. Rok później Kosiczkin zwyciężył na mistrzostwach Europy w Helsinkach oraz zajął drugie miejsce na mistrzostwach świata w Göteborgu. Złoty medal wywalczył również na mistrzostwach świata w Moskwie w 1962 roku, a podczas mistrzostw świata w Helsinkach w 1964 roku zajął drugie miejsce za Johannesenem. W 1964 roku brał też udział w igrzyskach w Innsbrucku, gdzie był szósty na dystansie 10 000 m oraz czwarty na dwukrotnie krótszym dystansie, gdzie walkę o medal przegrał z Norwegiem Fredem Antonem Maierem. Ostatni medal wywalczył na mistrzostwach Europy w Göteborgu w 1965 roku, gdzie był trzeci. W 1961 roku był mistrzem ZSRR w wieloboju i biegu na 1500 m, zwyciężając także na dystansie 5000 m w latach 1958 i 1960-1962 oraz w biegu na 10 000 w latach 1960–1962, 1964 i 1965.
Po zakończeniu kariery pracował jako trener w klubie Dinamo Moskwa.

### Mistrzostwa świata
- Mistrzostwa świata w wieloboju
  - złoto – 1962
  - brąz – 1961, 1964